# Crematoriul Cenușa

Crematoriul Cenușa din București, așa cum arăta la data terminării construcției (1934)

Crematoriul Cenușa din București, situat pe o colină din Parcul Tineretului, pe str. Șerban Vodă nr. 183, a fost construit după un proiect al arhitectului Duiliu Marcu. Construcția a început în 1925, cu sprijinul Primăriei Capitalei, la inițiativa Societății Cenușa, înființate la 7 martie 1923.
Realizată într-un stil eclectic cu elemente de inspirație bizantină, siriană și egipteană, în stilul Monumentului Cantacuzinilor din Cimitirul Bellu, lucrarea a fost terminată la roșu în 1927, după ce arhitectul C. Popescu a amplificat construcția în 1926. Deși clădirea încă nu era finisată, Crematoriul Cenușa a fost inaugurat la 25 ianuarie 1928. Prima incinerare a avut loc în aceași zi la ora 17, Profira Fieraru în vârstă de 40 de ani și de meserie casnică, fiind prima persoană incinerată la Crematoriul Cenușa. Lucrările reluate în 1931, sub conducerea arhitectului Ioan D. Trajanescu, au fost finalizate la sfârșitul anului 1934. Scara principală este flancată de statuile Durerea și Nădejdea și de două basoreliefuri realizate în 1930 – 1934 de Ioan Iordănescu. Cea mai impunătoare piesă a monumentului este capela. Aceasta se întinde pe o suprafață de 200 de metri pătrați, fiind decorată cu marmură fină, de proveniență belgiană.
De-a lungul timpului, aici au fost incinerate aproape 60.000 de persoane. În luna mai a anului 2002 Crematoriul și-a încetat activitatea de incinerare, deoarece încălca legislația de mediu, prin lipsa unor filtre și a unor instalații moderne. Cu toate astea, crematoriul nu s-a închis în totalitate, columbarul său continuă să funcționeze ca spațiu pentru păstrarea urnelor cu cenușă, contra unei taxe anuale.
Consilierii generali ai municipiului București au respins în ianuarie 2011 proiectul de alocare a sumei de 1,16 milioane euro pentru reabilitarea Crematoriului Cenușa.
Timp de aproape 10 ani singurul crematoriu uman care funcționat în România a fost Crematoriul Vitan-Bârzești, din București. În anul 2012 s-a deschis un incinerator uman la Oradea iar în anul 2014 s-a deschis crematoriul uman Ignis situat în localitatea Moldovenești din apropierea Clujului.
Până la dezvoltarea rețelelor de alimentare cu gaze naturale a Bucureștiului se foloseau  pe post de combustibili cărbunii (cocsul) și lemnele. Începând cu anii 40'-50' s-a trecut la folosirea gazului metan pentru încălzirea cuptoarelor crematoriului. Folosirea gazului metan pe post de combustibil a adus la apariția unor probleme tehnice (incinerarea incompletă din cauza presiunii scăzute) în anii 70'-80' datorită raționalizării consumului de gaze naturale de către regimul comunist.

## Atitudinea Bisericii Ortodoxe
Inaugurarea Crematoriului Cenușa a dus la reacția vehementă de respingere a Bisericii Ortodoxe Române, care prin hotărârile sinodale din 1928 și 1933 a interzis orice asistență religioasă pentru cei incinerați. În opinia prelaților ortodocși ai vremii, cum au fost Iuliu Scriban, Marin Ionescu, Dionisie Lungu, Ion Popescu Mălăieși etc. incinerarea reprezenta o practică păgână și masonă, ce contravine flagrant doctrinei creștine și cultului morților, fiind de asemenea un atentat la ființa „tradițională” românească. 
Datorită atmosferei care se crease prin înființarea crematoriului din București, Sfântul Sinod al Bisericii Ortodoxe Române, în ședința sa din 15 iunie 1928, a hotărât mai întâi următoarele:
1. Preoții să prevină din vreme pe enoriași, atrăgându-le atenția că, în cazul când cineva dintre ei ar voi să se incinereze, Biserica le va refuza orice asistență religioasă;
2. Înainte de oficierea slujbei de prohodire a unui mort, preotul respectiv să aibă grijă să se informeze pe lângă familia mortului la care cimitir se va înmormânta cel decedat;
3. Celor ce totuși au fost incinerați sau se vor incinera să li se refuze orice serviciu religios, atât la moarte, cât și după moarte.

Problema incinerării a fost reluată și în ședința Sfântului Sinod din 22 februarie 1933, în care s-a hotărât ca instrucțiunile cu privire la incinerare, formulate în ședința din 15 iunie 1928, să se comunice tuturor chiriarhilor spre a le pune în vedere preoților, în scopul aplicării lor. 
În ordinul din 18 septembrie 1933, dat în urma unui caz de abatere de la hotărâre, s-a făcut precizarea că „pentru orice abatere de la hotărârea luată de Sfântul Sinod, în respectul doctrinei și practicii Sfintei noastre Biserici Creștine Ortodoxe, preoții vor fi opriți de la toată lucrarea preoțească și trimiși în judecata Consistoriului Spiritual Eparhial, spre aspră sancționare”.
În ședința sa de lucru din 5 iulie 2012, Sfântul Sinod al Bisericii Ortodoxe Române a decis menținerea în vigoare a hotărârii din 15 iunie 1928, reconfirmată la 20 februarie 1933.

### Viziunea creștină istorică
Cu toate că, încă dinainte de Marea Schismă, Biserica Creștină, ulterior împărțită, a susținut înmormântarea, în timpul Inchiziției catolice s-a practicat totuși ritualul arderii pe rug, deoarece se credea că astfel era salvat sufletul ereticului. După Revoluția franceză, ca urmare a mișcărilor de emancipare civică, incinerarea a fost reintrodusă mai mult ca un răspuns la monopolul asupra morții exercitat de Biserică.

## Curiozități
Crematoriul Cenușa a fost încă de la crearea lui un obiectiv militar pentru că maschează intrarea într-o veche rețea de galerii subterane, în care se poate merge cu mașina, galerii în care Vlad Țepeș(?) intra călare.

## Operațiunea Trandafirul
Crematoriul Cenușa este legat de Operațiunea Trandafirul, când 43 de cadavre ale celor împușcați mortal la demonstrațiile din Timișoara în zilele de 16 și 18 decembrie 1989, dar și ale unor răniți executați în Spitalul Județean Timiș (SJT), au fost ridicate de la morga acestui spital și transportate la București, după care au fost incinerate în Crematoriul Cenușa.

## Crematoriul Cenușa pus în pericol de alt proiect în 2008
În 2008, Academia Română dorea să propună Președinției, Parlamentului și Guvernului să înființeze Panteonul Național al României, o „instituție monumentală" destinată personalităților din viața cultural-știintifică a țării. 
Locul ales, Dealul Piscului, ar fi implicat dărâmarea Crematoriului "Cenușa".

## Monument istoric
Ministerul Culturii, Cultelor și Patrimoniului Național a emis Ordinul nr. 2391 din 16 iunie 2011 privind clasarea în Lista monumentelor istorice, categoria ansamblu, grupa valorică "A", a imobilului Crematoriul "Cenușa" din calea Șerban Vodă nr. 183, sectorul 4, București, document publicat în Monitorul Oficial nr. 530 din 27 iulie 2011, care prevede următoarele:
Imobilul Crematoriul "Cenușa" din calea Șerban Vodă nr. 183, sectorul 4, București, se clasează ca monument istoric, categoria ansamblu, grupa valorică "A", cod în Lista monumentelor istorice  B-II-a-A-21028, cu următoarele componente:
- Crematoriul uman, cod B-II-m-A-21028.01;
- Columbar, cod B-II-m-A-21028.02.

## Personalități incinerate
- Paul Zarifopol (1934)[14]
- Garabet Ibrăileanu (1936)[14]
- Constantin Stere (1936)[14]
- Anton Holban (1937)[14]
- Grigore Trancu-Iași (1940)[14]
- Eugen Lovinescu (1943)[14]
- Grigore Antipa (1944)
- Octav Băncilă  (1944)
- Ion Antonescu (1946)
- Lucian Skupiewski (1949)[15]
- Mihail Roller (1958)
- Ana Pauker (1960)[16]
- Victor Dombrovski (1969)[15]
- Aurel Baranga (1979)
- Natalia Scurtu (1981)
- Ștefan Voitec (1984)
- Alexandru Nicolschi (1992)

## Vezi și
- Incinerarea în România